# 竜ヶ尾山
竜ヶ尾山（たつがおやま）は、京都府亀岡市にある山である。

## 概要
標高412.4メートル。地元では竜尾山（りゅうびさん）などと呼ばれ、西麓にある京都学園大学の学園祭の号に用いられるなど親しまれている。
大阪平野を流れる安威川などの源流地。山頂付近には亀岡カントリークラブがある。東麓から北麓にかけて京都縦貫自動車道が通り天岡山トンネルが貫く。
山頂付近の亀岡カントリークラブに隣接して、ハンググライダーの滑走路があり、滑走路からは西方に視界が開け、亀岡市を眼下に見下ろすことができ、遠くは「半国山」や「大江山」の頂きが望める。その横に、「かめおか霧のテラス」という展望デッキが設置されており、自由に見ることができるほか、観光協会のライブカメラで風景の配信が行われている。
さらに、秋口からの霧が深い日には、眼下一面の丹波霧の雲海が開ける。条件さえ整えば丹波霧の雲海に加えて、「ブロッケン現象」を観察することもできる。
条件としては、「比較的高い位置まで霧が漂っていること」、「上空に雲がなく、よく晴れていること」、「背後から太陽光が照射され、霧上面のスクリーンに観察者の影が投影されること」などである。